# Подгорє (Словень Градець)
Подгорє (словен. Podgorje) — поселення в общині Словень Градець, Регіон Корошка, Словенія. Висота над рівнем моря: 444,6 м.